# كلية الرس الألمانية

شعار كلية الرس الألمانية.

كلية الرس الألمانية هي كلية بإشراف ألماني تقع في محافظة الرس بمنطقة القصيم في السعودية تقدم تعليمها وتدريبها في تخصصات مختلفة.

## الدراسة
مدة الدراسة في كلية الرس الألمانية هي 3 سنوات حيث تكون السنة الأولى سنة تحضيرية يتم فيها تدريب جميع المنتسبين للكلية على اللغة الإنجليزية وعلم الحاسوب بغض النظر عن تخصصهم ثم في السنة الثانية يدرس الطالب التخصص المختار وفي السنة الثالث يحق للطالب أن يتخصص في أكثر من مجال واقصاه ثلاثة تخصصات.

## التخصصات
- إدارة الأعمال.
- تقنية كهربائية وإلكترونيات.
- تقنية ميكانيكية.
- تقنية محركات.
- تقنية المعلومات والاتصالات.
- تقنية الغذاء.